# Curvos
Curvos is een plaats (freguesia) in de Portugese gemeente Esposende en telt 831 inwoners (2001).

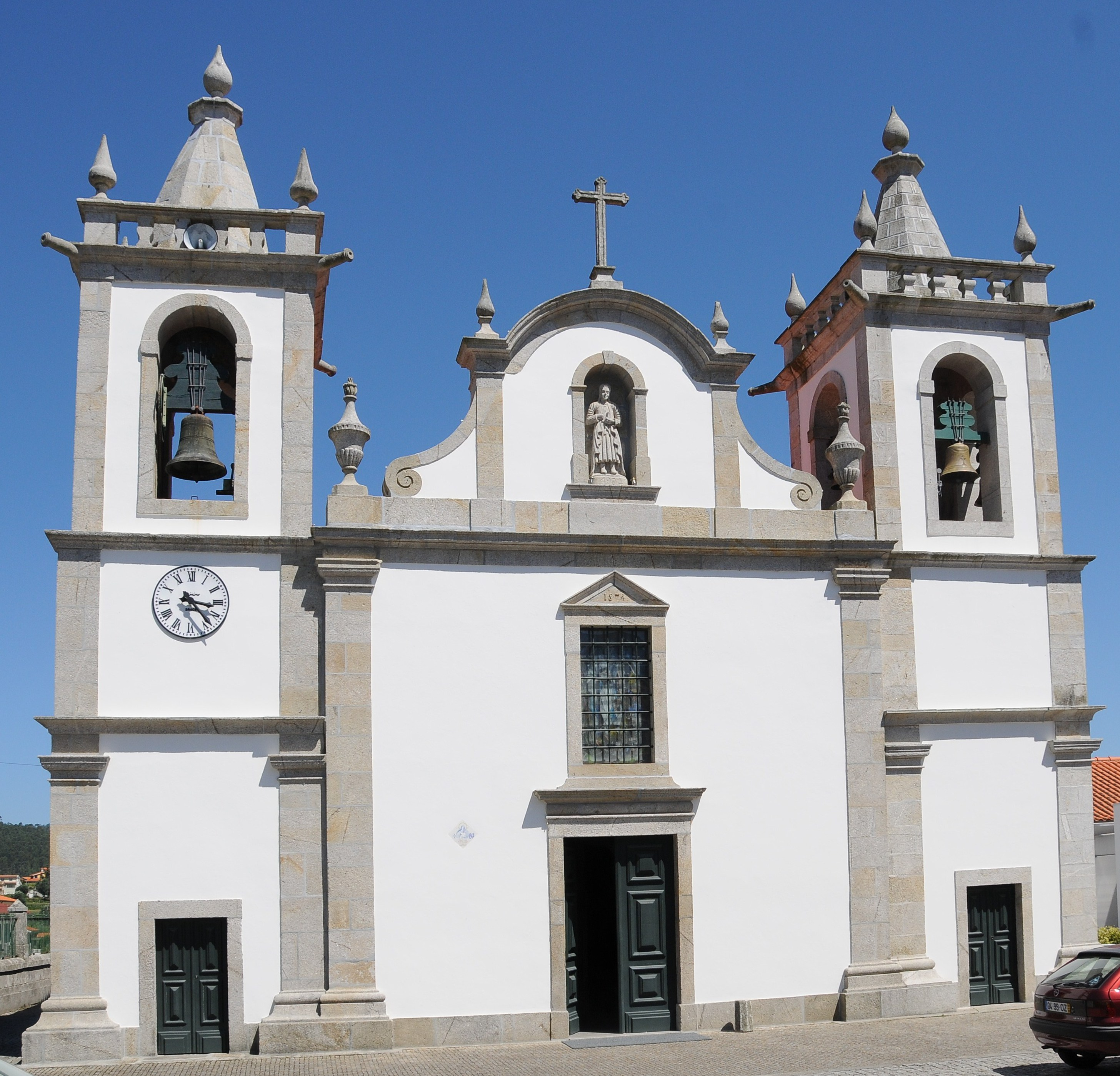
Curvos